# Ferrari 412 Ventorosso
Ferrari 412 Ventorosso – samochód sportowy klasy wyższej typu one-off wyprodukowany pod włoską marką Ferrari w 1989 roku.

## Historia i opis modelu
Pod koniec lat 80. XX wieku niewielka włoska manufaktura specjalizująca się w projektowaniu nadwozi, Carrozzeria Pavesi, na mocy współpracy z Ferrari zdecydowała się zbudować własną interpretację sportowo-luksusowego kabrioletu opartego na modelu 412. Przedsiębiorstwo nabyło jeden egzemplarz, a następnie wdrożyło autorski projekt stylistyczny całkowicie odrębny w stosunku do oryginalnego modelu Ferrari.
Ferrari 412 Ventorosso zyskało specyficzną, zwartą stylistykę o foremnym kształcie z łagodnie zarysowanymi przetłoczeniami, nisko osadzonymi lampami tylnymi o typowym dla modeli firmy okrągłym kształcie oraz nietypowym, szerokim przednim wlotem powietrza w dolnej części zderzaka. Stylizacja pojazdu budzi kontrowersje.
Do napędu sportowo-luksusowego kabrioleta wykorzystany został 5-litrowy silnik benzynowy typu V12, który rozwinął moc 335 KM we współpracy z 5-biegową manualną skrzynią biegów. Napęd przenoszony jest na tylną oś.

### Sprzedaż
Ferrari 412 Ventorosso to unikatowa konstrukcja typu one-off, która wyprodukowana została w jednym egzemplarzu. W drugiej dekadzie XXI wieku samochód trafił na sprzedaż na aukcjach: w 2014 roku, kiedy to wystawionogo za cenę 61 tysięcy euro, a także w 2016, gdy cena wywoławcza była dwukrotnie wyższa - wynosząc 120 tysięcy euro.

### Silnik
- V12 4.9l 335 KM